# Serica degenensis
Serica degenensis är en skalbaggsart som beskrevs av Ahrens 2005. Serica degenensis ingår i släktet Serica och familjen Melolonthidae. Inga underarter finns listade i Catalogue of Life.